# 厚脚曲尾藓
厚脚曲尾藓（学名：Dicranum caesium），又名厚角曲尾藓、曲尾藓，为曲尾藓科曲尾藓属下的一个种。

## 扩展阅读
- 維基物種上的相關：厚脚曲尾藓